# Magic Boys
A Magic Boys 2012-ben bemutatott magyar–brit–kanadai filmvígjáték, melyet Koltai Róbert és Gárdos Éva rendezett. A főbb szerepekben Pindroch Csaba, Szabó Győző, Michael Madsen, Vinnie Jones, Jamelia Niela Davis, Koltai Róbert és Hujber Ferenc látható.
A filmet 2009-ben forgatták Szegeden, Budapesten és Londonban. P. Koltai Gábor producernek, Koltai Róbert fiának milliárdos adócsalási ügye miatt a film bemutatása évekig eltolódott.  A Magyarországon végül 2012. október 18-án bemutatott Magic Boys bevételi és kritikai szempontból is bukásnak bizonyult.

## Cselekmény
A vagány Dávid barátjával, a kissé bátortalan Zolival a szegedi pezsgőgyárban dolgoznak. Amikor azonban életük veszélybe kerül megtalálják a Magic Boys nevű páros ajánlólevelét. Nemsokára egy magángépen találják magukat, amivel kijutnak Londonba. Arra azonban nem számítanak, hogy a Magic Boys valójában egy chippendale pár, megbízójuk pedig egy rettegett maffiafőnök, aki igazi profikra számít. Ráadásul belekeverednek a maffiafőnök egyik gyémántakciójába.

## Szereplők
- Pindroch Csaba – Dávid
- Szabó Győző – Zoli
- Michael Madsen – Terence
- Vinnie Jones – Jack Varga
- Jamelia Niela Davis – Cherry Valentine
- Koltai Róbert – Edward "Ünneprontó" Brown
- Hujber Ferenc – Viktor
- Nagy Sándor – Árpád
- Barabás Nikolett – Natasha
- Tamer Hassan – Splendid Ben
- Mark Phelan – Zed
- Tompos Kátya – Kata
- Dengyel Iván – Kovács Vince
- Szabó Simon – Fabó
- Alice Margoli – Carmen Geddit
- Luke Brandon Field – londiner
- Jody Quigley – bárpultos
- Nansi Nseu – tanuló
- Loula Kazantzi – Simone
- John Rado – Terry
- Margarita Mitchel Pollock – kocogó
- Finta Gábor – Bright Pink
- Gary Shoefield – könyvelő
- Farkas Kata – lány 1
- Gavaldi Réka – lány 2
- Szirtes Balázs – Vörös Róka
- Kertész Péter – öregember
- Krajcsár József – reptéri biztonsági őr
- Konya Lajos – Acélkék
- Sabján Renáta